# Abdelkader Oueslati
Abdelkader Oueslati Kaabi – detto Kader – (Ollioules, 17 ottobre 1991) è un ex calciatore francese naturalizzato tunisino, di ruolo centrocampista.

## Palmarès

### Club

#### Competizioni nazionali
- Coppa di Tunisia: 1

Club Africain: 2017-2018